# مظفر علی تربتی
مظفر علی تربتی ( متولد ۹۴۰  درگذشت حدود ۹۹۰ هـ.ق) ملقب به «نقاش شاهی» خوشنویس، نقاش و شاعر سده دهم هجری از هنرمندان روزگار شاه تهماسب بوده‌است. او در نستعلیق شاگرد میرعلی هروی و در نقاشی و تصویرسازی و تذهیب شاگرد مظفر علی هروی بوده‌است.
مظفر علی از اهالی تربت و خواهرزاده و شاگرد استاد کمال الدین بهزاد بود. مظفر به چندین هنر آراسته بوده ولی بختی خوش نداشته‌است. مظفر علی تصویرساز و چهره پردازی توانا بود و در صورت‌گری، کشیدن جانوران و نقش گرفت و گیر، استاد بود. همچنین در تذهیب و تشعیر چیره دست بود. نقاشی‌های رنگ روغنی او بیشتر بر روی جلدهای روغنی و قلمدانها بوده‌است. او گاهی نیز به ارائه آثاری به شیوه قطاعی می‌پرداخته‌است.
مظفر علی در خوشنویسی خفی و جلی توانمند بود و خط نستعلیق را به شیوهٔ سلطان علی مشهدی را دنبال می‌کرد. او شطرنج باز و روغن کار و شاعر هم بوده و مرقعی نیز ساخته‌است. و در شاعری غزلسرا بود.
مظفر علی نزد شاه تهماسب عزت و احترامی خاص داشت و بیشتر نقاشی‌های دولت خانه و چهل ستون این پادشاه اثر مظفر علی است. مردم مظفر علی را مانند بهزاد می‌دانستند، و پادشاه او را بر بهزاد برتری می‌نهاده و در قطعه‌ای به او فرموده که از عنوان «نقاش شاهی» استفاده کند.
صادقی‌بیک افشار کتاب‌دار شاه عباس شاگرد مظفرعلی نقاش بود و مظفر از کارکنان کتابخانهٔ شاه اسماعیل دوم هم بوده‌است.
مظفر علی در قزوین بدرود حیات گفت و در مزار شاهزاده حسین دفن شده‌است.

## آثار نقاشی
- تصویرهای «دولت خانهٔ همایون» و مجلس «ایوان چهل ستون» از او است.[۳]
- «قانون‌الصور» و «مجمع‌الخواص» که در ۱۰۱۶ ساخته‌است.[۱]
- تصویر بهرام گور در شکارگاه که با یک تیر، پای آهویی را به گوشش دوخته و حیوان را از حرکت باز داشته‌است با امضاء: «عمل استاد مظفرعلی»
- تصویر نجات یوسف از چاه. بدون امضاء
- تصویر دیدار مجنون از لیلی که بزرگان در زیر چادری رنگین نشسته‌اند و با مجنون صحبت می‌کنند و لیلی همراه با ندیمه‌اش بیرون چادر ایستاده‌است. بدون امضاء
- تصویر تصویر رستم زال در نخجیرگاه. بدون امضاء

## آثار خوشنویسی
- دو قطعه از مرقع امیر غیب بیگ به قلم سه دانگ و دو دانگ خوش. با امضاء «الفقیر مظفرعلی» و «فقیر مظفرعلی»
- یک نسخه گلستان و بوستان سعدی با امضاء «کاتب السلطانی» و تاریخ ۹۷۵ هـ.ق